# Pamlény
Pamlény is een plaats (község) en gemeente in het Hongaarse comitaat Borsod-Abaúj-Zemplén. Pamlény telt 63 inwoners (2001).